# Desmodium mexiae
Desmodium mexiae är en ärtväxtart som beskrevs av Bernice Giduz Schubert. Desmodium mexiae ingår i släktet Desmodium och familjen ärtväxter. Inga underarter finns listade i Catalogue of Life.